# 雄武共榮臨時乘降場

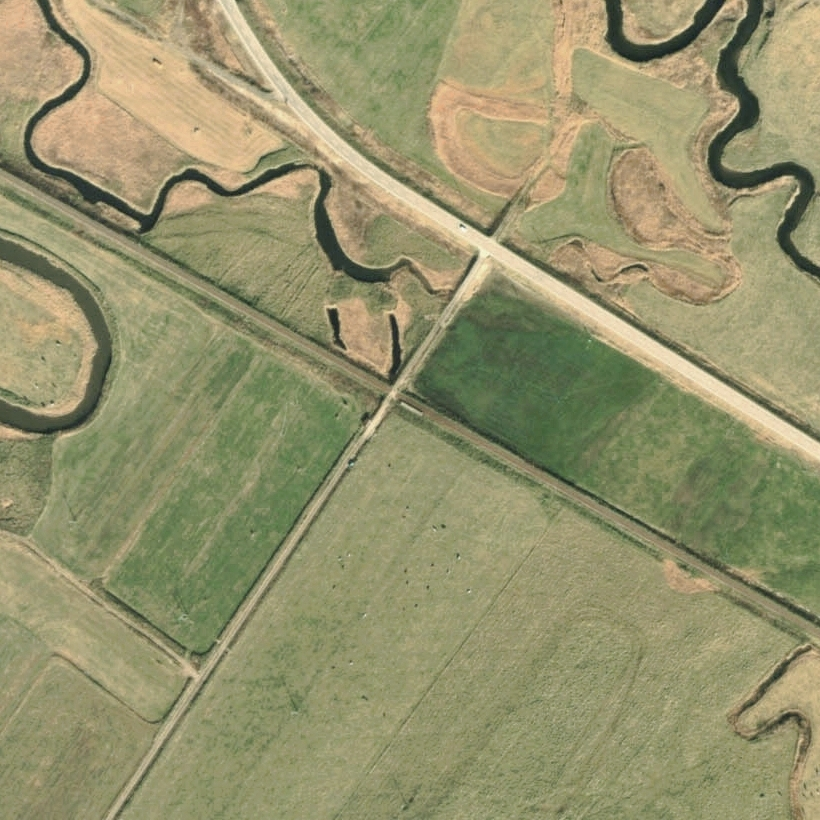
1978年的雄武共榮臨時乘降場與方圓約500米範圍。左上方是雄武方向。周邊都是雄武川河口的牧草地帶，共榮村落距離乘降場800米。道路旁設有候車室，與月台有一段距離。

雄武共榮臨時乘降場（日语：／ Omu-Kyōei karijōkō-ba */?）是位於北海道紋別郡雄武町字南雄武，日本國有鐵道（國鐵）的興濱南線臨時乘降場（廢站）。隨著興濱南線廢線，臨時乘降場在1985年（昭和60年）7月15日廢除。

## 歷史
- 1955年（昭和30年）12月25日 - 日本國有鐵道興濱南線雄武共榮臨時乘降場（局（日语：鉄道管理局）設定）啟用。
- 1985年（昭和60年）7月15日 - 興濱南線全線廢除，此站也廢除。

## 車站構造
截至車站廢除前，車站是一座地面車站，設有1面1線的單式月台。

## 站名的由來
車站名稱取自附近的村落名稱。

## 車站周邊
- 北海道道49號美深雄武線（日语：北海道道49号美深雄武線）
- 國道238號（日语：国道238号）
- 雄武川 - 鄰近河口[1]。
- 北紋巴士（日语：北紋バス）「共榮入口」巴士站

## 相鄰車站
日本國有鐵道
興濱南線
榮丘－雄武共榮臨時乘降場－雄武

## 注腳
1. ↑  書籍《国鉄全線各駅停車1 北海道690駅》（小學館，1983年7月發行）214頁。